# Лесли Уайт
Лесли Алвин Уайт (на английски: Leslie Alvin White) (19 януари 1900 — 31 март 1975) е американски антрополог.
Известен е с приноса си към теорията за културната и социалната еволюция и особено на неоеволюционизма. Уайт развива антропологичните теории от началото на 20 век, обосновавайки необходимостта от отделен клон на социалните науки, изучаващ културата, който той именува „културология“. Симпатизиращ на марксическата икономическа теория и Дарвиновата теория за еволюцията, той бързо става обект на остра критика и нападки заради публичната си критика спрямо организираната религия. Уайт е основател на департамента по антропология към Мичиганския университет в Ан Арбър и председател на Американската асоциация по антропология (1964 г.).